# ألكسندر يانكوفيتش
ألكسندر يانكوفيتش (بالصربية: Александар Јанковић)‏ (6 مايو 1972 ببلغراد في صربيا - ) هو مدرب كرة قدم ولاعب كرة قدم صربي في مركز الوسط. لعب مع النجم الأحمر بلغراد وسبورتينغ كانساس سيتي ونادي باو ونادي تشيربورغ وBonnyrigg White Eagles FC ‏.

## وصلات خارجية
- ألكسندر يانكوفيتش على موقع قاعدة بيانات كرة القدم.إي يو (الإنجليزية)
- ألكسندر يانكوفيتش على موقع عالم كرة القدم.نت (الإنجليزية)